# Dillingen (Befort)

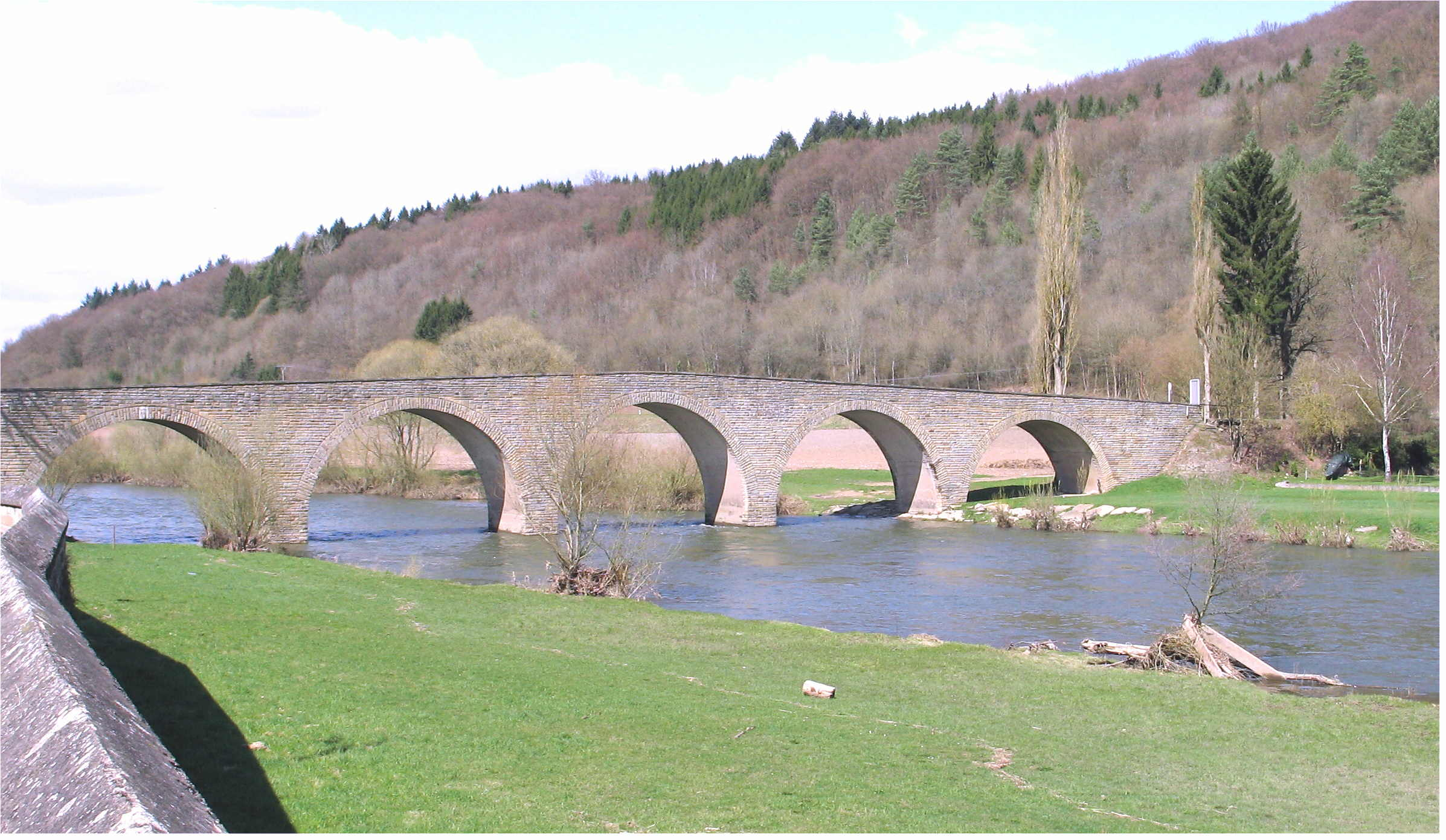
Sauer-Brücke in Dillingen

Dillingen (luxemburgisch Déiljenⓘ) ist eine Ortschaft in Luxemburg.
Sie ist der Gemeinde Befort und dem Kanton Echternach untergeordnet. Dillingen grenzt an Deutschland, genauer an die deutsche Gemeinde Wallendorf. Die Grenze markiert der Fluss Sauer. Über den Fluss führt eine 1952 fertiggestellte Bogenbrücke, die Deutschland mit Luxemburg verbindet. 2021 hatte Dillingen 272 Einwohner.
In der Nähe von Dillingen befinden sich einige der wenigen verbliebenen Steinbrüche, die Luxemburger Sandstein abbauen.